# Rudolf Haym

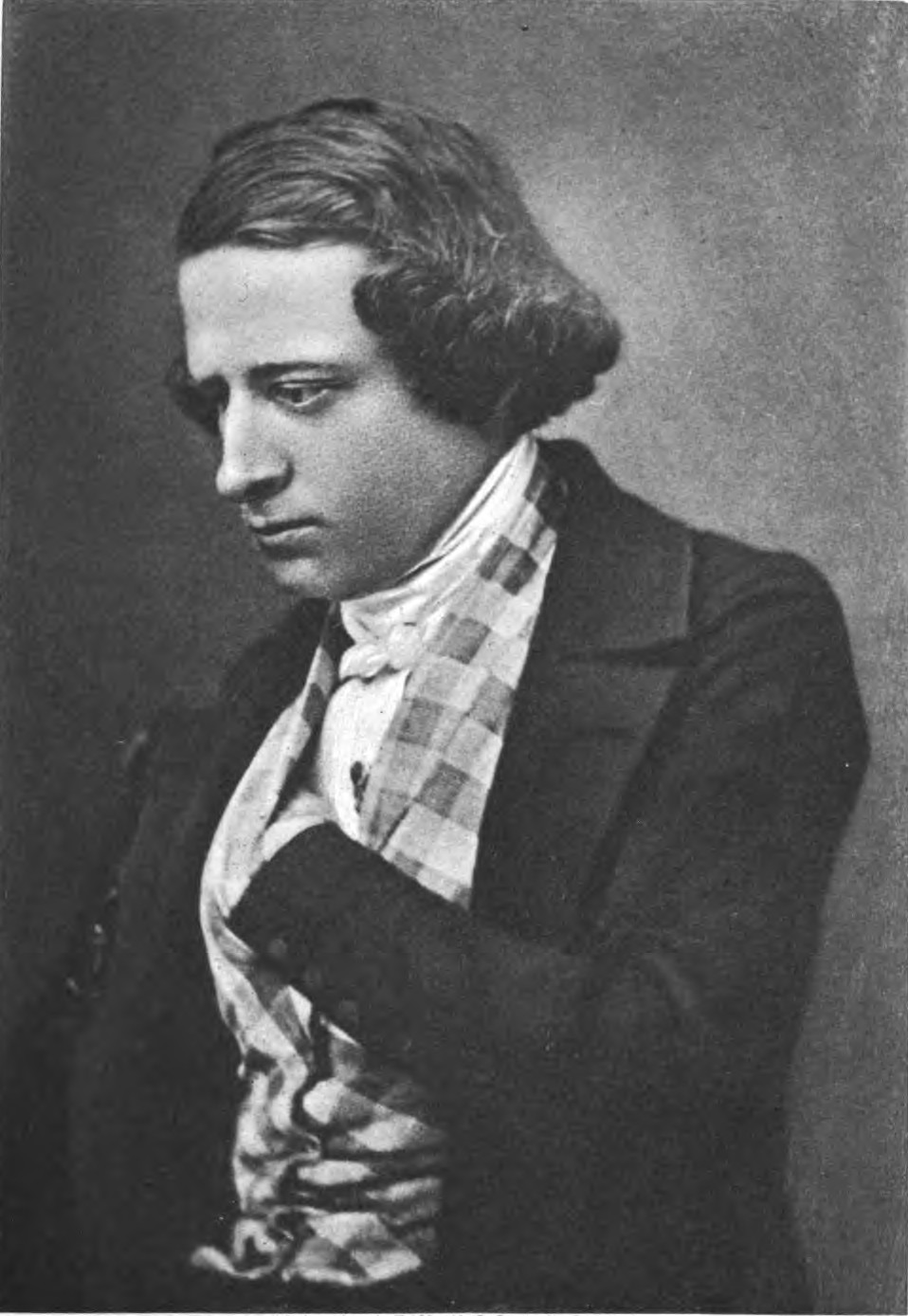
Rudolf Haym, um 1847

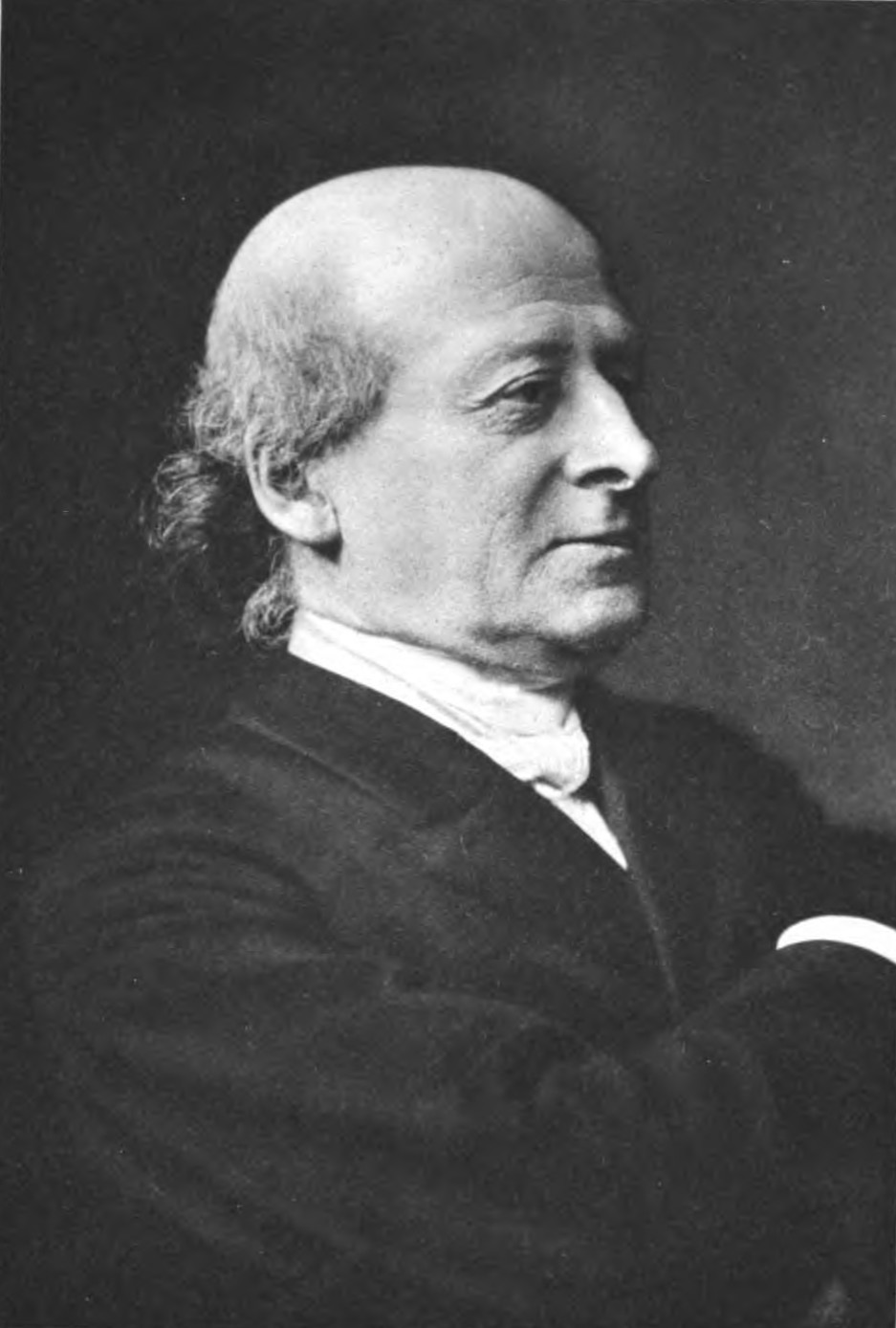
Rudolf Haym, um 1890

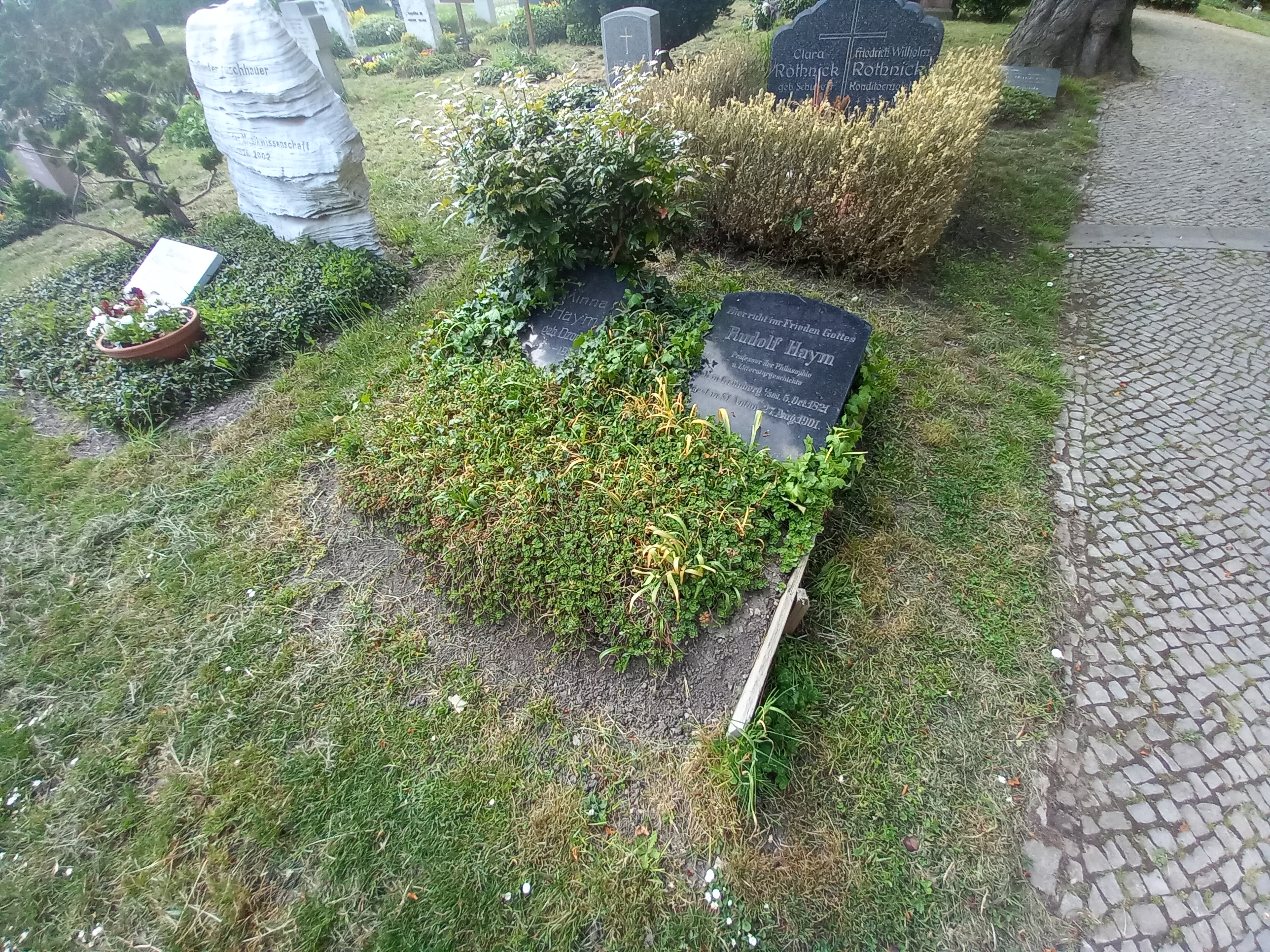
Das Grab von Rudolf Haym und seiner Ehefrau Wilhelmine geborene Dzondi auf dem evangelischen Laurentiusfriedhof in Halle

Rudolf Haym (* 5. Oktober 1821 in Grünberg; † 27. August 1901 in St. Anton am Arlberg) war Philosoph und Publizist.

## Leben und Wirken
Von 1839 bis 1843 studierte Haym evangelische Theologie, Philosophie und klassische Philologie in Halle und Berlin. In Halle wurde er 1839 Mitglied der Alten Halleschen Burschenschaft. 1843 wurde er zum Dr. phil. promoviert, die Habilitation wurde ihm von der preußischen Regierung 1845 verweigert.
Rudolf Haym war Abgeordneter für Eisleben in der Frankfurter Nationalversammlung, Teilnehmer am Gothaer Nachparlament und ab 1866 Abgeordneter des preußischen Abgeordnetenhauses. Er gehörte zu den Unterstützern Bismarcks.
Ab 1868 war Haym ordentlicher Professor für deutsche Literatur an der Universität Halle. 1873/74 wurde er Rektor der halleschen Alma Mater.
Haym war einer der bedeutendsten Literaturwissenschaftler seiner Zeit. Heftig umstritten war seine Schopenhauer-Biographie (1864). Die Hauptwerke sind Hegel und seine Zeit (1857), Die romantische Schule (1870) und eine umfangreiche Biographie Herders (Herder. Nach seinem Leben und seinen Werken dargestellt, 2 Bände, 1880 / 1885 – nach Hans Georg Gadamer „ein Meisterwerk der biographischen Forschung“). Sie alle sind in Nachdrucken erschienen und gelten bis heute als Standardwerke.
1900 wurde er als auswärtiges Mitglied in die Preußische Akademie der Wissenschaften aufgenommen.
2024 wurde am Grab von Rudolf Haym durch eine Initiative des Stadtmuseums Halle eine Gedenktafel für Hayms Engagement in der Paulskirche 1848/49 positioniert. Dies wurde umrahmt von einer würdigenden Veranstaltung am 14. April 2024.

## Werke
- Reden und Redner des ersten preußischen vereinigten Landtages, 1847
- Zur Charakteristik neupreußischer Politik 1854
- Die deutsche Nationalversammlung, 3 Bände, 1848–1850
- Hegel und seine Zeit, 1857
- Arthur Schopenhauer, Biographie, 1864
- Die romantische Schule, 1870
- Herder nach seinem Leben und seinen Werken dargestellt, Berlin [1877 /] 1880 / 1885
  - Band 1, Hälfte 1. 2, Berlin: Gaertner, 1877 und 1880 [der erste Band erschien vollständig 1880]
  - Band 2, Berlin: Gaertner, 1885
  - Herder. Herausgegeben und mit einer Einleitung von Wolfgang Harich, Berlin: Aufbau-Verl., 1954
  - Herder. Herausgegeben von Wolfgang Harich. Sonderausgabe, Darmstadt: Wissenschaftliche Buchgesellschaft, 1954 [ohne die Einleitung]
  - Herder. Berlin: Aufbau-Verl., 1958 [2. Auflage]
- Das Leben Max Dunckers, 1891
- Aus meinem Leben. Erinnerungen. Aus dem Nachlaß hrsg. Mit 2 Bildnissen, Berlin: R. Gaertner, 1902
- Gesammelte Aufsätze, 1903
- Ausgewählter Briefwechsel. Hrsg. von Hans Rosenberg, 1930
- Zur deutschen Philosophie und Literatur. In: Klassiker der Kritik, Ausgewählte Texte, Hrsg. Ernst Howald, 1963